# Laura Cerero
Laura Cerero Gabriel es una deportista mexicana que compitió en levantamiento de potencia adaptado. Ganó tres de bronce medallas en los Juegos Paralímpicos de Verano entre los años 2000 y 2008.

## Palmarés internacional
| Juegos Paralímpicos | Juegos Paralímpicos | Juegos Paralímpicos | Juegos Paralímpicos |
| Año                 | Lugar               | Medalla             | Categoría           |
| ------------------- | ------------------- | ------------------- | ------------------- |
| 2000                | Sídney (Australia)  | Medalla de bronce   | –40 kg              |
| 2004                | Atenas (Grecia)     | Medalla de bronce   | –40 kg              |
| 2008                | Pekín (China)       | Medalla de bronce   | –40 kg              |